# Pomocnictwo
Pomocnictwo – w prawie karnym i prawie wykroczeń jedna z form popełnienia przestępstwa lub wykroczenia (forma zjawiskowa). Polega na ułatwieniu innej osobie popełnienia czynu zabronionego (art. 18 § 3 k.k., art. 13 k.w.). Pomocnictwo jest zawsze zachowaniem umyślnym, popełnić je można zarówno w zamiarze bezpośrednim, jak w zamiarze ewentualnym. Możliwe jest pomocnictwo w formie działania, a także w formie zaniechania. W tym ostatnim wypadku dopuścić się go może jedynie osoba, na której ciąży szczególny prawny obowiązek niedopuszczenia do popełnienia czynu zabronionego (gwarant).
Pomocnictwa można się dopuścić zarówno przed popełnieniem czynu przez bezpośredniego sprawcę, jak w trakcie jego popełniania. Nie jest możliwe pomocnictwo po zakończeniu czynu, zachowanie takie może jednak stanowić odrębny czyn zabroniony (najczęściej poplecznictwo lub paserstwo). 
Forma udzielenia pomocy jest bez znaczenia, istotne jest tylko, czy pomocnictwo zmierzało do ułatwienia bezpośredniemu sprawcy popełnienia czynu. Przepis art. 18 § 3 KK wymienia kilka postaci pomocnictwa, jednak jest to tylko wyliczenie przykładowe. Wyróżnia się pomocnictwo fizyczne (np. udzielenie sprawcy narzędzia lub środka transportu) oraz psychiczne (np. udzielenie rady lub informacji).
Dokonanie pomocnictwa zachodzi wtedy, kiedy zachowanie pomocnika ułatwiło bezpośredniemu sprawcy popełnienie czynu zabronionego. Jeżeli nie ułatwiło go, lecz potencjalnie mogło ułatwić, zachodzi usiłowanie pomocnictwa. Natomiast jeżeli zachowanie pomocnika zmierzało do ułatwienia innej osobie popełnienia czynu zabronionego, lecz nie ułatwiło go ani potencjalnie nie mogło go ułatwić; pomocnik może odpowiadać za usiłowanie nieudolne pomocnictwa.
Możliwe jest pomocnictwo do podżegania lub pomocnictwa (tzw. łańcuszkowe pomocnictwo). Dopuszczalne jest też umyślne pomocnictwo do przestępstw nieumyślnych (tzw. właściwe pomocnictwo do przestępstw nieumyślnych). Natomiast nie stanowi pomocnictwa tzw. niewłaściwe pomocnictwo do przestępstw nieumyślnych (czyli nieumyślne ułatwienie popełnienia nieumyślnego czynu zabronionego przez inną osobę). 
W wypadku, kiedy rola osoby ułatwiającej innemu popełnienie czynu zabronionego była tak istotna, że bez jej udziału nie byłoby możliwe popełnienie czynu zabronionego, mamy do czynienia nie z pomocnictwem, ale ze współsprawstwem.

## Karalność pomocnictwa
Karę za pomocnictwo wymierza się w granicach przewidzianych dla sprawstwa. Pomocnik odpowiada w granicach swojej umyślności niezależnie od odpowiedzialności sprawcy. Ponosi on odpowiedzialność nawet wtedy, gdy sprawcy nie można przypisać winy (np. z powodu niepoczytalności, nieletniości). 
Jeżeli czynu zabronionego tylko usiłowano dokonać, pomocnik odpowiada jak za usiłowanie. Natomiast jeżeli czynu zabronionego nawet nie usiłowano dokonać sąd może zastosować nadzwyczajne złagodzenie kary lub nawet odstąpić od jej wymierzenia.
Pomocnik nie ponosi odpowiedzialności karnej, jeżeli dobrowolnie zapobiegł popełnieniu czynu, przy którym udzielał pomocy (tzw. czynny żal). Przy nieskutecznym czynnym żalu sąd może zastosować nadzwyczajne złagodzenie kary.
Pomocnictwo do wykroczenia jest karalne tylko wtedy, gdy ustawa tak stanowi, a nadto, gdy sprawca dokonał czynu zabronionego. Pomocnik podlega karze w granicach przewidzianych dla sprawcy wykroczenia.